# قره بوغره (سقز)
قرية قره بوغره (بالكردية: قەرەبۆغرە) هي إحدى القرى التابعة لـخورخوره في ريف قسم زيويه من مقاطعة سقز، في محافظة كردستان الإيرانية.

## السكان
حسب إحصاءات سنة 2006، بلغ إجمالي السكان في قره بوغره 206 نسمة وعدد المساكن 32 مسكن. لغة سكان قره بوغره هي اللغة الكردية و هم من أهل السنة والجماعة والمذهب الشافعي.